# Сель (фильм)
«Сель» — художественный фильм. Последняя режиссёрская работа Ярополка Лапшина.

## Сюжет
Ахмед живёт на Кавказе. Однажды гибнет его семья, и он решает разыскать своего брата, который живёт в Москве.

## В ролях
| Актёр               | Роль                     |
| ------------------- | ------------------------ |
| Асланбек Галаов     | Ахмет                    |
| Анна Кузминская     | «брат» Саня              |
| Нина Гогаева        | Фая                      |
| Людмила Зайцева     | радушная хозяйка дома    |
| Юрий Алексеев       | проводник в поезде       |
| Валерий Величко     |                          |
| Александр Самойлов  | начальник колонии        |
| Леонид Балуев       |                          |
| Анатолий Галаов     |                          |
| Олег Гущин          | начальник отдела милиции |
| Вячеслав Кириличев  |                          |
| Александра Назарова | бабушка с детьми         |
| Дмитрий Наливайчук  |                          |
| Надежда Озерова     |                          |
| Эдуард Османов      |                          |
| Наталия Потапова    | продавщица на рынке      |
| Ольга Хохлова       | проводница               |
| Алексей Шутов       |                          |
| Татьяна Щанкина     |                          |
| Александр Леонтьев  |                          |
| Валерий Прусаков    | вокзальный милиционер    |

## Съёмочная группа
| Режиссёр  | Ярополк Лапшин    |
| Сценарист | Геннадий Бокарев  |
| Оператор  | Анатолий Лесников |
| Художник  | Валерий Кукенков  |
| Продюсер  | Сергей Зернов     |

По стечению обстоятельств съёмки фильма в Алагирском ущелье (находящемся рядом с Кармадонским ущельем) проходили одновременно со съёмками там же фильма Сергея Бодрова-мл. «Связной» и были завершены за пару дней до схода ледника «Колка», причём съёмочные группы Бодрова и Лапшина жили в одной гостинице во Владикавказе, а первоначальным названием фильма было «Здравствуй, брат!». После схода ледника фильм вышел под другим названием.